# Lacs de Rémoulis
Les lacs de Rémoulis sont des lacs pyrénéens français situé administrativement dans la commune d'Arrens-Marsous dans le département des Hautes-Pyrénées en région  Occitanie.
Les lacs ont une superficie de 16 ha pour une altitude de 2 019 m, ils atteignent une profondeur de 6 m.

## Géographie
Il s'agit de deux lacs naturels du Val d'Azun situés dans la petite vallée du gave d'Arrens.

### Topographie
| Picasse de Labasssa (2 478 m) | Lac de Suyen (2 038 m)                  | Soum de Liantran (2 462 m) |
|                               | lac de Rémoulis                         |                            |
| Pic des Cristayets (2 723 m)  | Port de la Peyre Saint-Martin (2 295 m) | Soum de Linsous (2 562 m)  |

## Protection environnementale
Les lacs sont situés dans le parc national des Pyrénées et font partie d'une zone naturelle protégée, classée ZNIEFF de type 1 : Hautes vallées des gaves d’Arrens et de Labat de Bun

## Voies d'accès
Les lacs sont très facilement accessible depuis le parking qui jouxte la centrale électrique de Migouélou.
Le sentier continue vers le port de la Peyre Saint-Martin (2 295 m) et les plus avertis pourront prolonger leur route jusqu'à la vallée du Marcadau par le col de Cambalès (2 706 m).

## Images

Sélection de vues du lac.
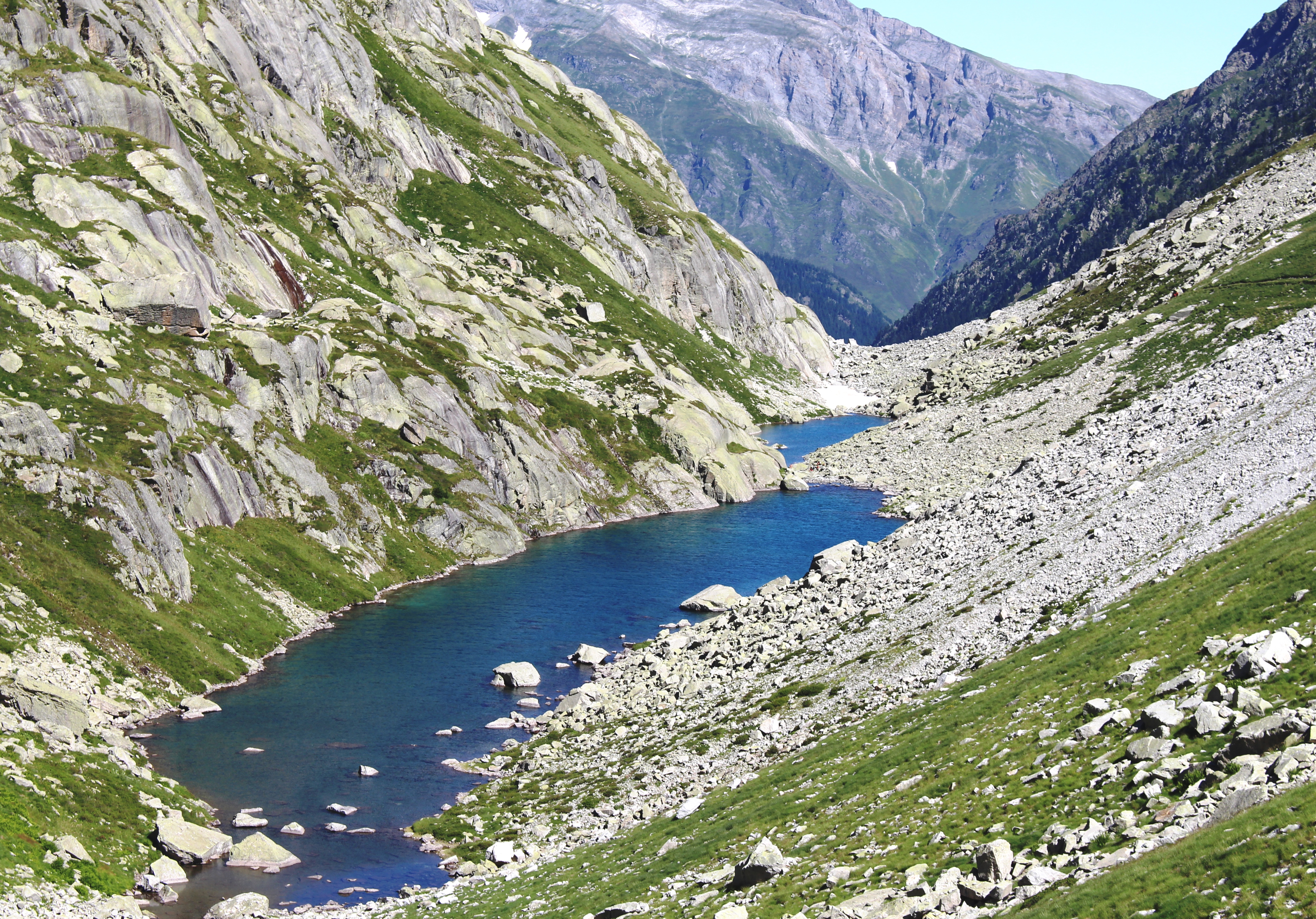
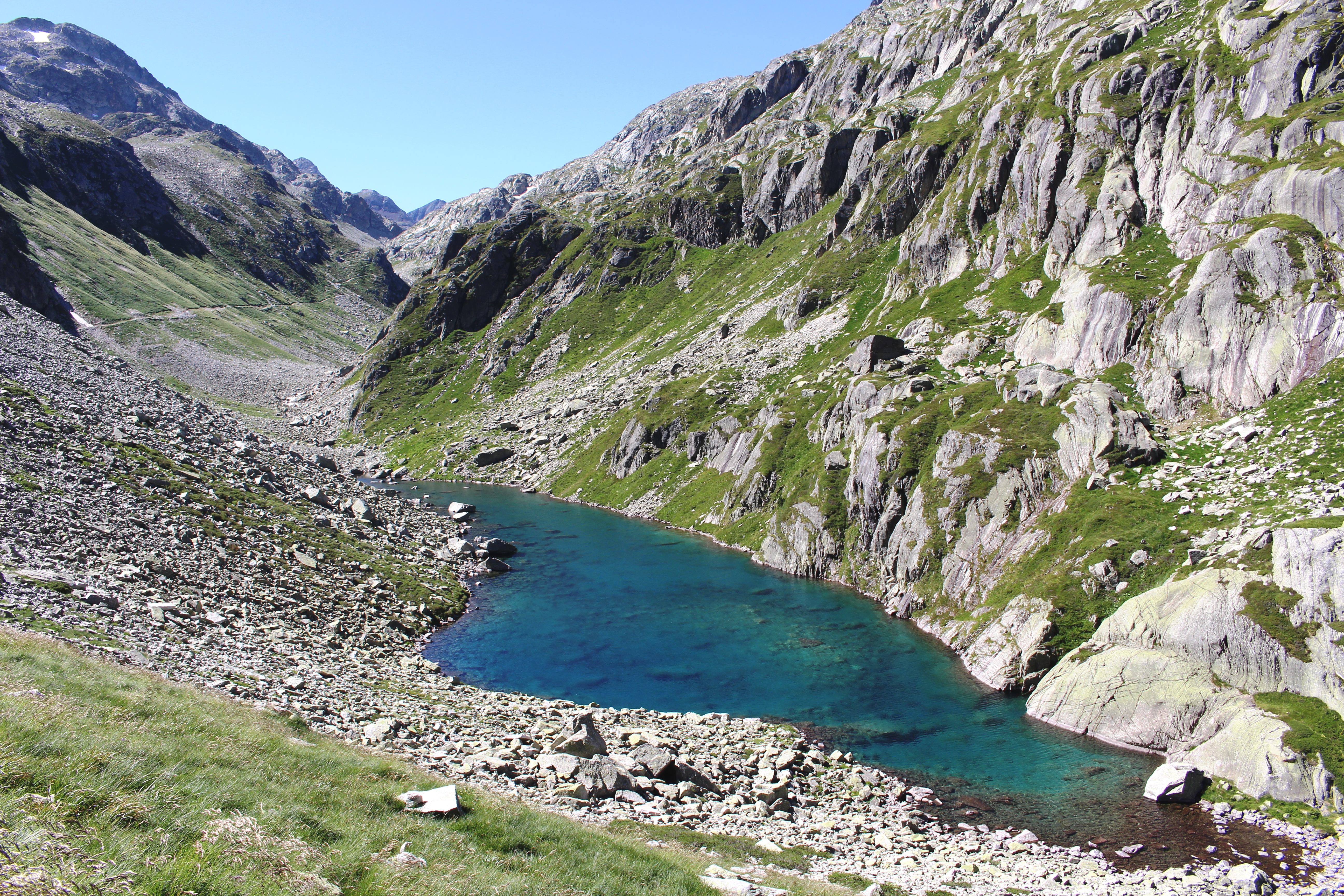
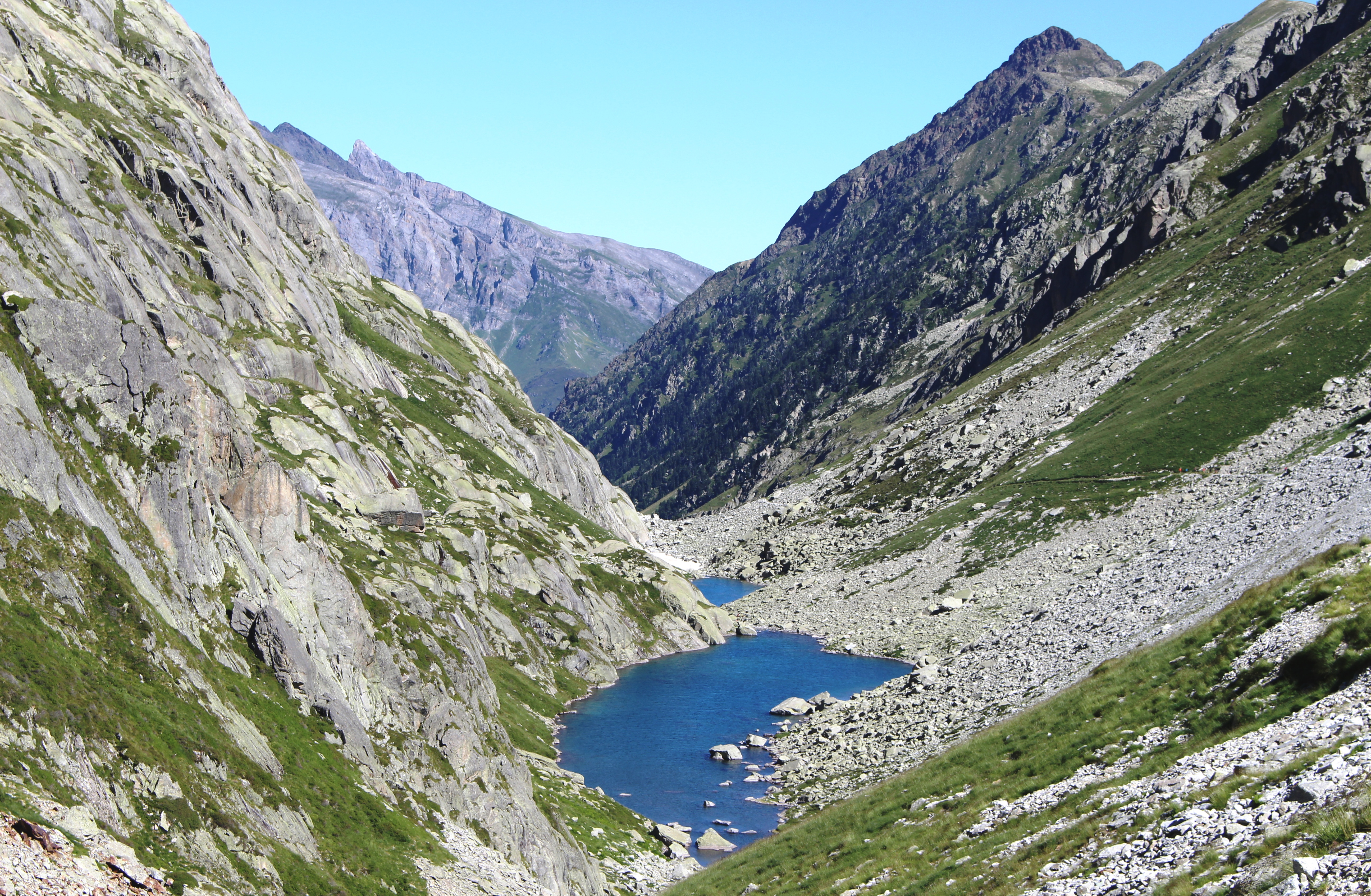